# Епископ пакрачки Кирил
Кирил (Кирил Живковић, Пирот, 1730 — Пакрац, 12. август 1807) је био епископ Српске православне цркве на престолу пакрачких владика.

## Биографија
Кирил Живковић рођен је 1730. године у Пироту. За време аустријско-турског рата 1737. године Кирилови родитељи су са седмогодишњим дететом пребегли у Бачку, у село Футог. Овде је Кирил стекао основно школско образовање.
У монашки чин пострижен је у манастиру Зографу, на Светој Гори, „а дугим путовањима по целом Балканском полуострву, и нарочито по Русији и Италији, стекао је лепо образовање и смисао за виша настојања. Сем тога, провео је по пет година као учитељ у Далмацији и у свом родном месту под Турцима“.
У чин протосинђела произвео га је митрополит Викентије Јовановић Видак 1778. године и поставио за настојатеља манастира Гргетега. Кирил (Живковић) био је велики љубитељ књиге и за свој манастир је на једној лицитацији купио књигу „Златоуст“. У Пакрацу ће доцније, као епископ пакрачки, основати епархијску библиотеку. Настојањем протосинђела Кирила и манастирског братства, а уз помоћ Стефана Рашковића, великобечкеречког пургера, осликана је 1780. године трпезарија манастира Гргетега.
После осмогодишњег успешног управљања манастиром Гргетегом Кирил (Живковић), кога је у међувремену 1. јуна 1784. године митрополит Мојсије (Путник) произвео за архимандрита, изабран је за епископа пакрачког. Епископска хиротонија је била 20. јуна 1786. године. Као епископ пакрачки, трудио се око оснивања основних школа, у чему је „показао довољно успеха“.
Према упутствима бечке владе, аустријска обавештајна служба је организовала систематско трагање за поверљивом преписком католичког и православног свештенства с поборницима сједињења Далмације са Хрватском и Угарском. Није ухваћено ни једно писмо митрополита Стратимировића православним свештеницима у Далмацији, али се дошло до неких писама које је његов поузданик, пакрачки епископ Кирило Живковић, упутио појединим истакнутим свештеницима и калуђерима. Као главне зачетнике овог антинемачког расположења аутор извештаја означава митрополита Стефана (Стратимировића) и пакрачког епископа Кирила (Живковића) са српске стране.
Епископ пакрачки Кирил умро је 12. августа 1807. године у Пакрацу. Сахрањен је у Саборној цркви у Пакрацу.

## Књижевни рад
На књижевном пољу, Живковић се бавио прикуљањем старих списа, тако да је већ око 1756. године прибавио извод из Житија Светог Саве од Теодосија Хиландарца, а потом и препис тог дела у целини. На основу тих извора саставио је око 1771. године скраћену и прерађену верзију житија, а потом је извршио и додатне прераде. На основу тог знатног измењеног текста приредио је 1794. године у Бечу штампано издање житија, под насловом: Житїе Свѧтыхъ Сербскихъ Просвѣтителей Сѵмеѡна й Саввы (Житије Светих Српских Просветитеља Симеона и Саве). Дело је објавио у две верзије, које се међусобно разликују у разним појединостима. Забуном је обе верзије представио као дело Доментијана, а не Теодосија, што је потом довело до разних превида који су разрешени тек накнадно. Иако је приликом приређивања на насловним страницама истакао да је реч о скраћеном и прерађеном тексту, неки потоњи истраживачи су ту напомену превидели, сматрајући да је Живковић приредио изворни Доментијанов текст, из чега су потом проистекли додатни превиди, који су тек накнадно разрешени путем научног преиспитивања. Упркос разним недостацима, Живковићево издање житија је 1858. године у Паризу објављено у француском преводу и то као дело Доментијана, што је потом довело до разних забуна и у страној литератури. Спорна питања која се односе на генезу Живковићевог издања накнадно су разрешили Димитрије Руварац, Никола Радојчић и Владимир Ћоровић.
У Будиму је 1803. године објавио две књиге Светог Петра Дамаског. Епископ Кирило је такође написао више посланица и других верских списа.